# Mélodies égyptiennes
Pour plus de détails, voir Fiche technique et Distribution.
Mélodies égyptiennes (Egyptian Melodies) est un court métrage d'animation américain, en noir et blanc de la série des Silly Symphonies réalisé par Wilfred Jackson, sorti le 27 août 1931.

## Synopsis
Une araignée se promène à l'intérieur de la statue du Sphinx et nous fait découvrir la richesse de ses hiéroglyphes et de l'histoire égyptienne.

## Fiche technique
- Titre original : Egyptian Melodies
- Autres titres :
  -  France : Mélodies égyptiennes
- Série : Silly Symphonies
- Réalisateur : Wilfred Jackson
- Animateur[1] : Charles Byrne, Rudy Zamora, Dave Hand, Frenchy de Trémaudan, Chuck Couch, Johnny Cannon, Albert Hurter, Ben Sharpsteen, Tat[2], Cecil Surrey, Harry Reeves, Joe D'Igalo
- Layout : Charles Philippi
- Décor : Emil Flohri, Carlos Manriquez, Mique Nelson
- Producteur : Walt Disney
- Société de production : Walt Disney Productions
- Distributeur : Columbia Pictures
- Date de sortie : 21 août[3] ou 27 août[4] 1931
  - Prévisualisation : 14 août 1931 à l'Alexandria à Glendale, Californie
  - Date annoncée : 27 août 1931
  - Dépôt de copyright : 4 septembre 1931
- Format d'image : Noir et blanc
- Son : Mono (Cinephone[3])
- Musique[1] : Frank Churchill
  - Extrait du Ballet égyptien (1875) d'Alexandre Luigini
- Durée : 6 min 20 s
- Langue : (en)
- Pays :  États-Unis

## Commentaires
L'araignée, personnage principal de l'histoire, n'a que 6 pattes au lieu de 8. Steven Watts classe le film parmi les comédies fantastiques
David Hand a réalisé une remarquable séquence de plus de 52 secondes, montrant l'araignée entrant dans la tombe en simulant un travelling avant. La séquence a été reprise dans le Mickey Mouse The Mad Doctor en 1933.